# ایدشتاین
شهر ایدشتاین (به آلمانی: Idstein) در ایالت هسن در کشور آلمان واقع شده‌است.

## نگارخانه

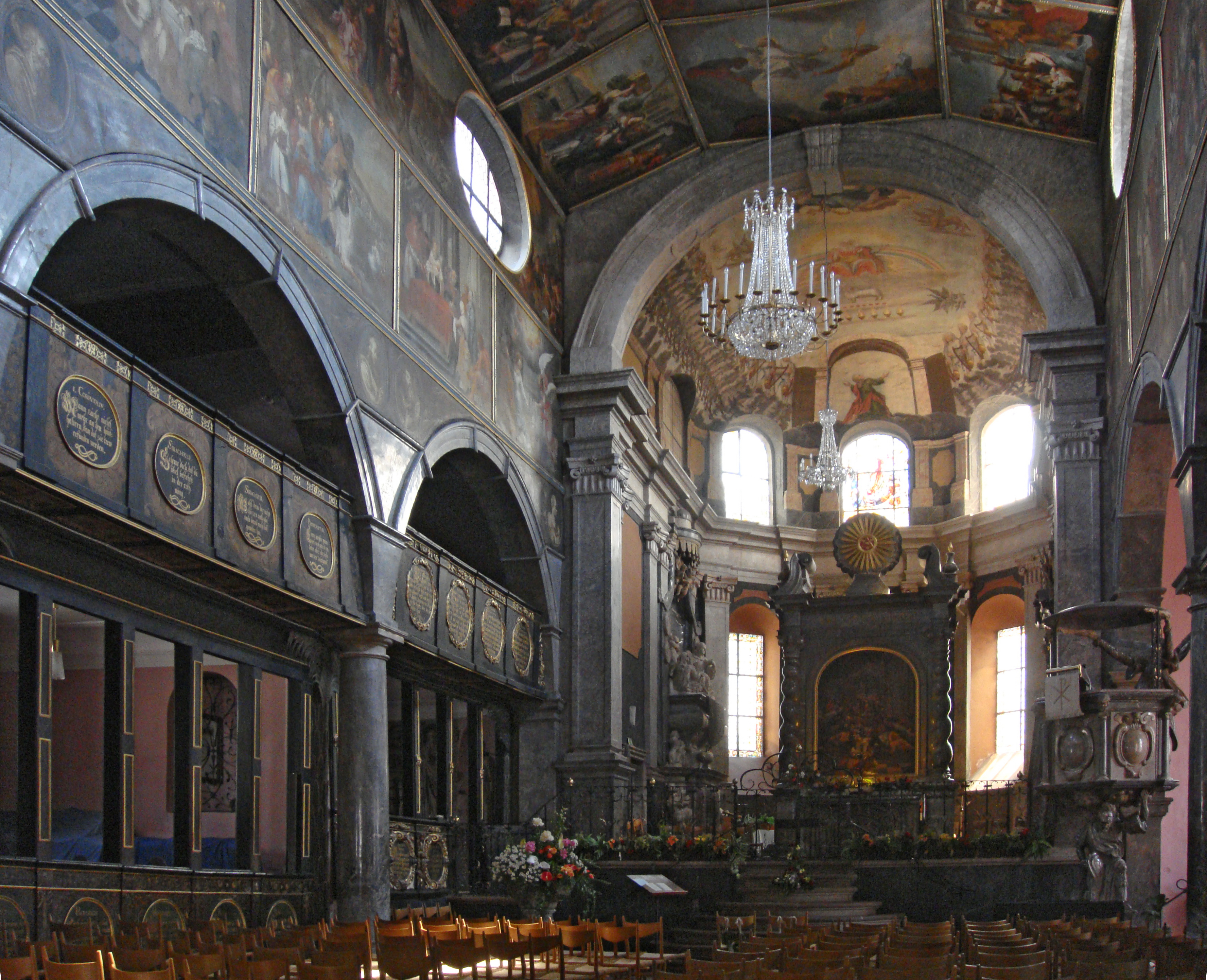
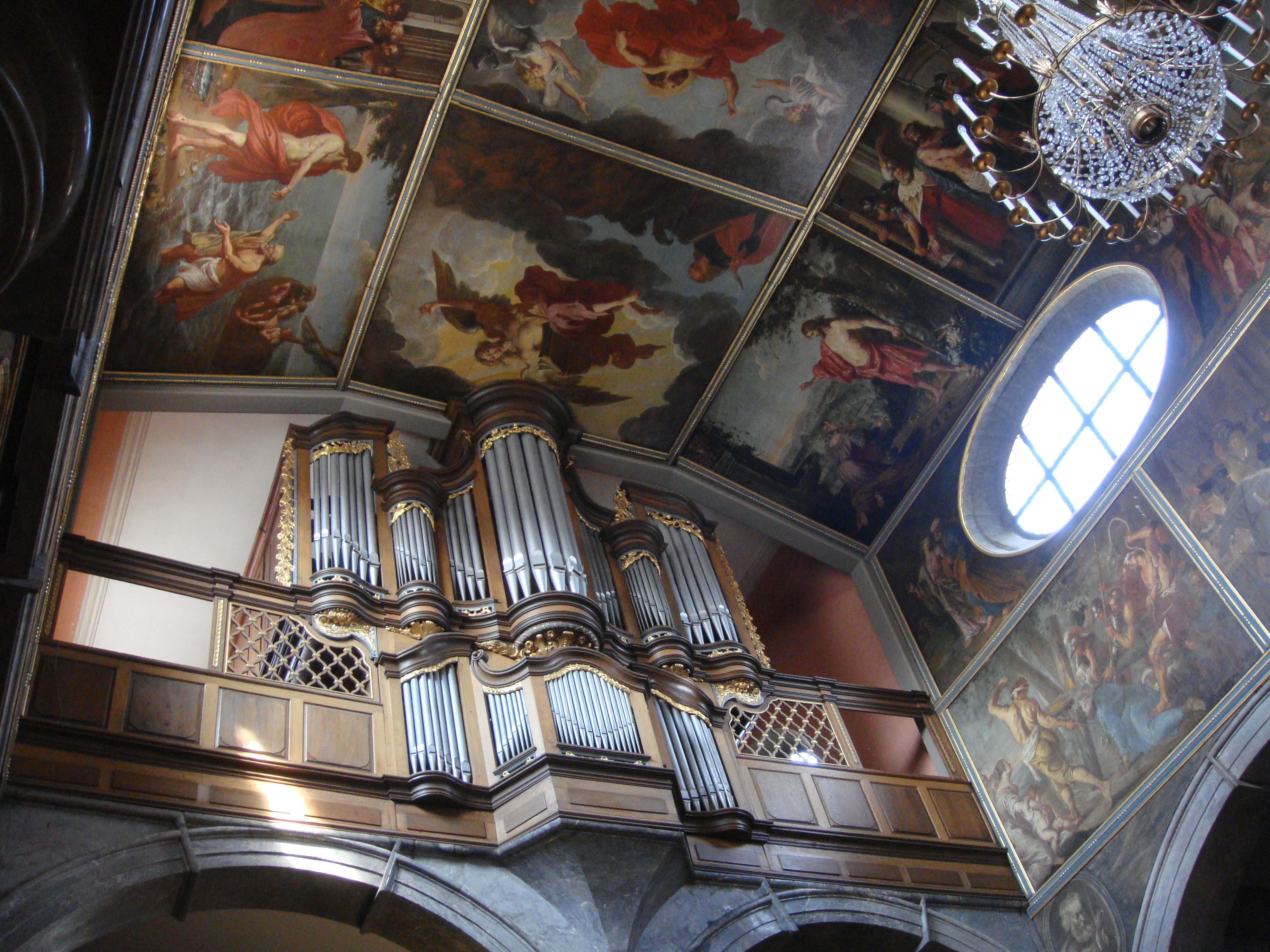
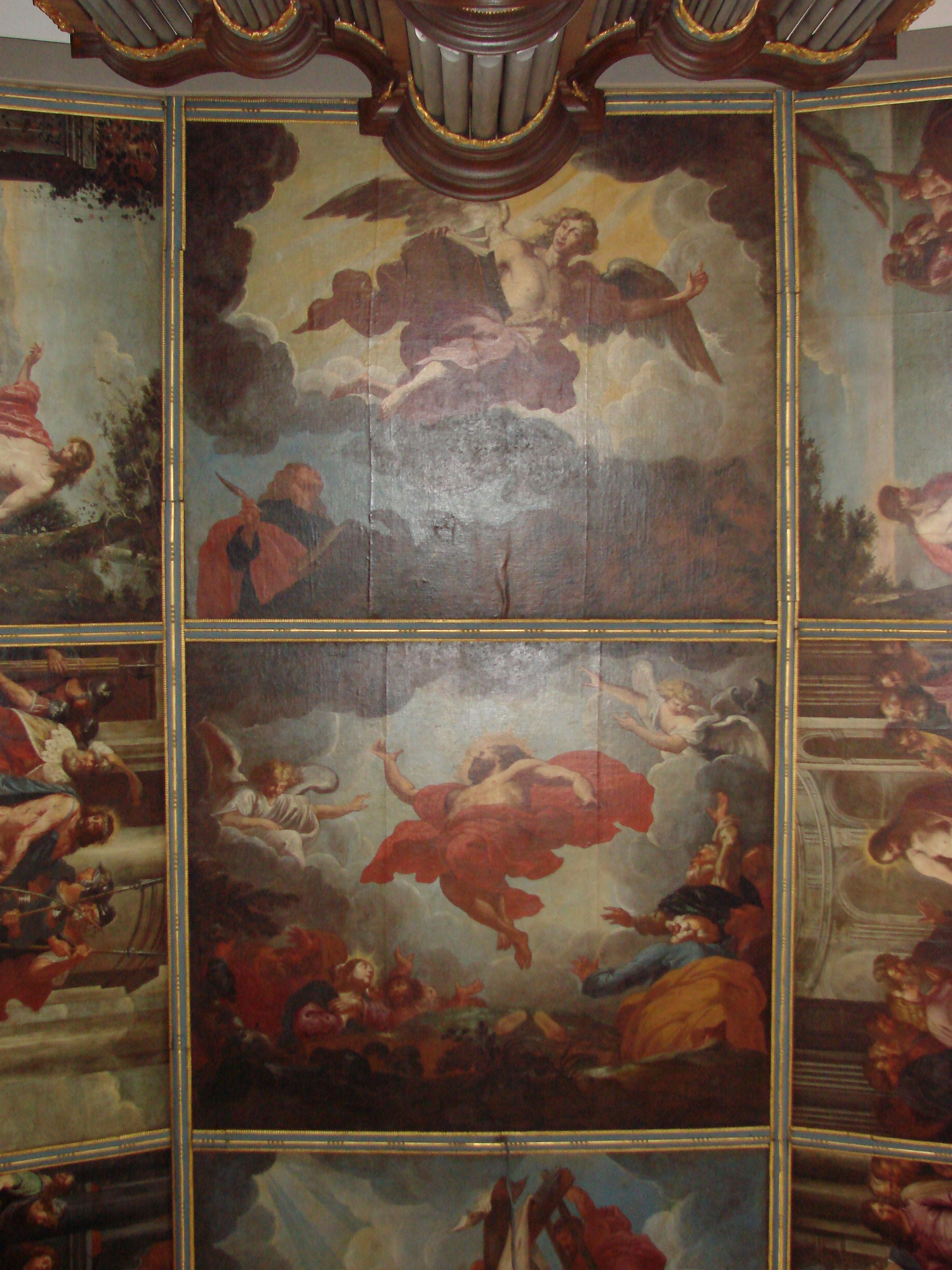
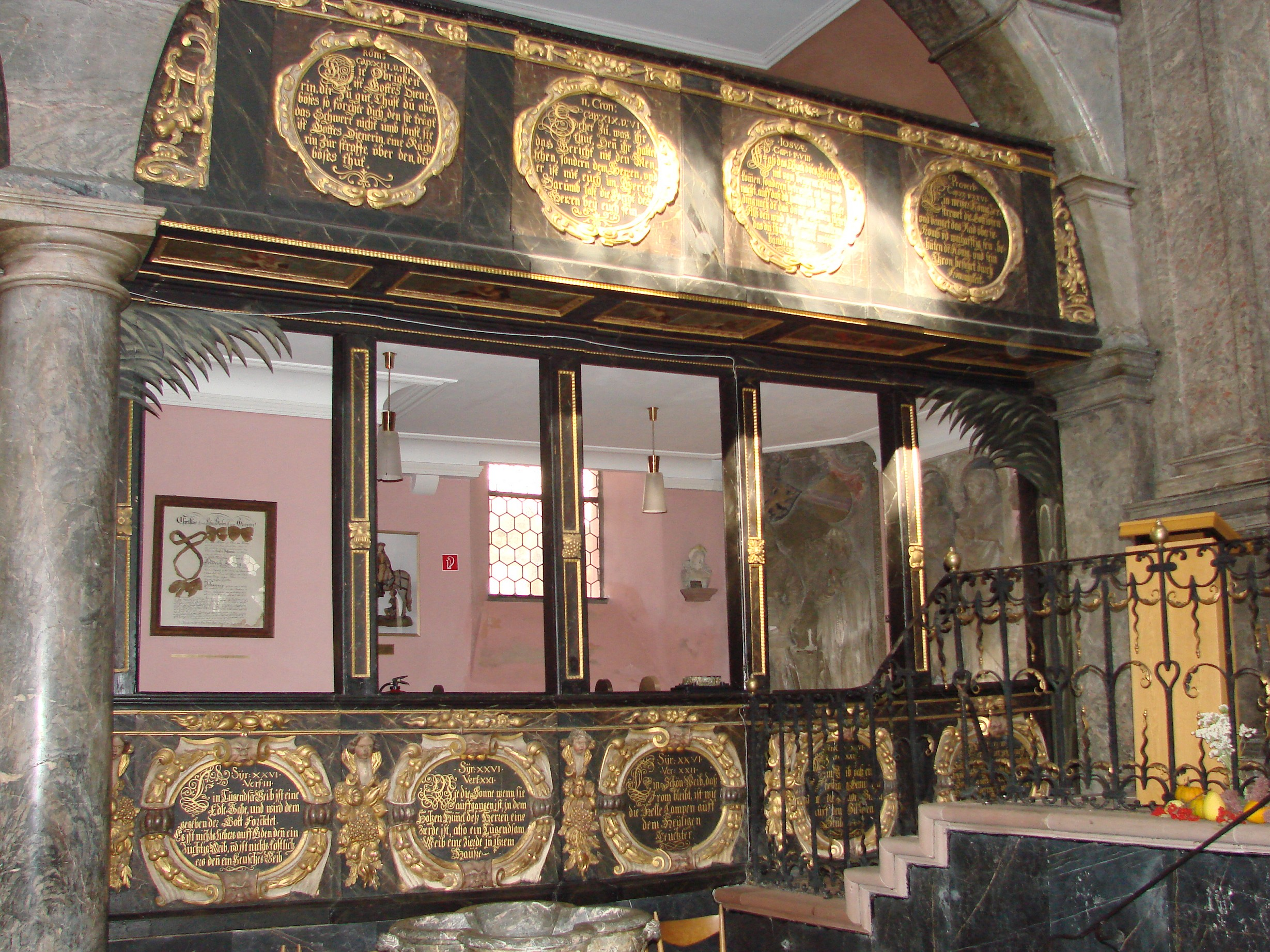